# 10570 Shibayasuo
10570 Shibayasuo è un asteroide della fascia principale. Scoperto nel 1994, presenta un'orbita caratterizzata da un semiasse maggiore pari a 3,0319029 UA e da un'eccentricità di 0,1774543, inclinata di 3,42465° rispetto all'eclittica.